# برديات إلفنتين
تتألف برديات إلفنتين من 175 وثيقة وُجدت في القلاع الحدودية المصرية في إلفنتين وأسوان والتي تحتوي على مئات البرديات باللغات المصرية الهيراطيقية والديموطيقية، واللغات الآرامية واليونانية العامية واللاتينية والقبطية، والتي تمتد لمدة 1000 عام. وهي مخطوطات يهودية قديمة تعود للقرن الخامس قبل الميلاد أتت من مجتمع يهوي في إلفنتين. تحتوي هذه الوثائق على رسائل وعقود شرعية، وتعتبر مصدراً علمياً ثميناً للباحثين في القانون والدين واللغة وعلوم الاجتماع.
كُتِب العدد الأكبر من البرديات باللغة الآرامية، والتي كانت اللغة المحكية في الإمبراطورية الأخمينية. بكل حال، تعود أجزاء من هذه البرديات إلى تواريخ أقدم من ذلك بكثير. وتوثق هذه الوثائق معاملات المجتمع اليهودي في إلفينتين في القرن الخامس قبل الميلاد، وتحتوي على وثائق طلاق، وثائق إعتاق العبيد، ومعاملات أخرى.

## الأهمية التاريخية
تسبق برديات إلفنتين جميع مخطوطات الكتاب المقدس الموجودة حالية، ولهذا فإنها تعتبر مرجعاً مهماً للباحثين للحصول على معلومات عن الممارسات اليهودية في القرن الخامس قبل الميلاد. وتظهر هذه البرديات دليلاً واضحاً على وجود طوائف يهودية مشركة يبدو أنها لم تكن على علم بالتوراة المكتوبة حينها ولا بالسياقات الدينية اليهودية كالخروج والملك والأنبياء، ولا حتى أسماء الشخصيات اليهودية الشهيرة كإبراهيم وإسحاق ويوسف وموسى وداوود وصموئيل. 
 من الجدير بالذكر أيضاً أن هذه البرديات تظهر وجود معبد يهودي صغير في إلفنتين، والذي يعتبر خرقاً واضحاً لتشريعات سفر التثنية التي تنص على أنه لا يجب أن يُبنى أي معبد يهودي خارج أورشاليم. :31 علاوة على ذلك تُظهر البرديات أن يهود إلفنتين أرسلوا رسائل إلى الكاهن الأكبر في أورشاليم يطلبون منه دعمه لإعادة بناء المعبد، والذي قد يشير إلى أن كهنة معبد أورشاليم لم يفرضوا شرائع التثنية ي ذلك الوقت.
تتناقض هذه الملاحظات مع النظريات الأكثر قبولاً حول تطور الدين اليهودي وتأريخ النصوص العبرية، والتي تفترض أن عقيدة التوحيد ونصوص التوراة كانت قد ترسخت في وقت كتابة البرديات. يفسر الباحثون هذه التناقض بافتراض أن يهود إلفنتين يمثلون بقايا ممارسات دينية يهودية معزولة من قرون سابقة.  :32
لكن في الآونة الأخيرة جادل بعض الباحثين، كنيلز بيتر ليمش وفيليب واجدينباوم وروسل غميركين وتوماس تومسون بأن برديات إلفنتين تثبت أن التوراة وعقيدة التوحيد لم ينشآ في الثقافة اليهودية قبل عام 400 قبل الميلاد، مما يعني أن التوراة قد تكون قد كُتبت في الفترة الهلنستية في القرنين الثالث أو الرابع قبل الميلاد.   :32ff يمثل هذا الاقتراح تعديلاً جذرياً على النظريات الشائعة في أصول التوراة، ولم يقنع معظم العلماء حتى الآن.

## معرض صور

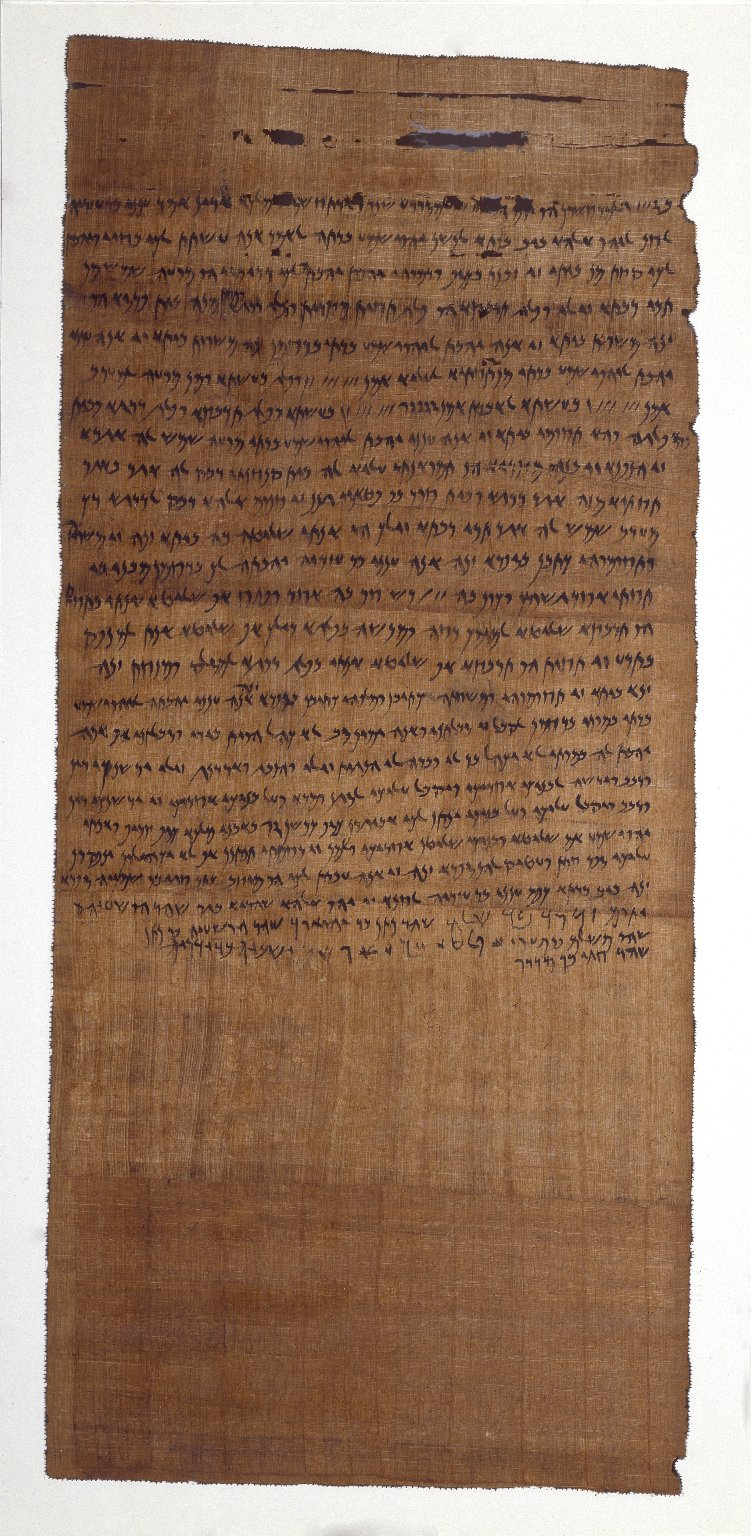
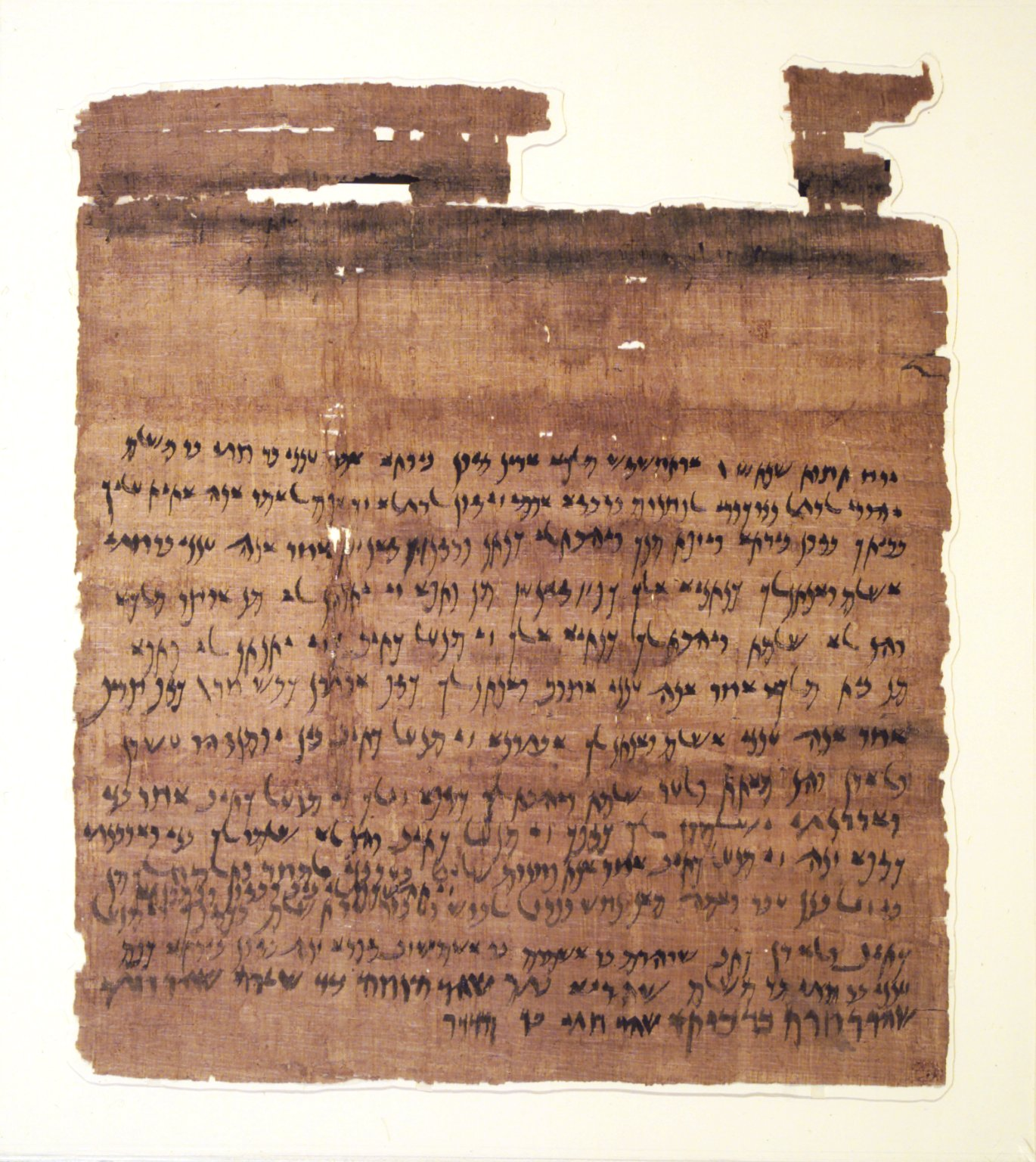
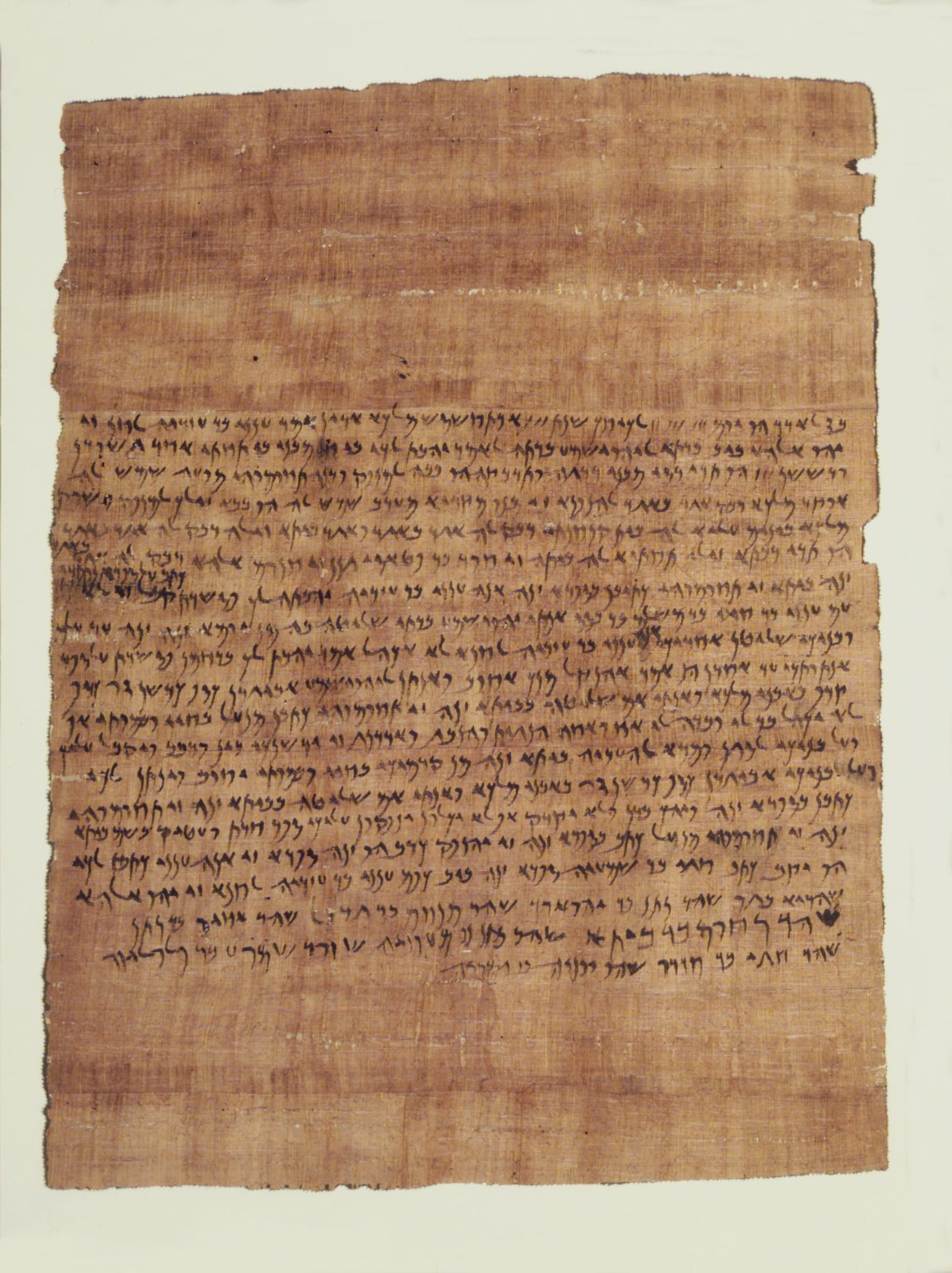
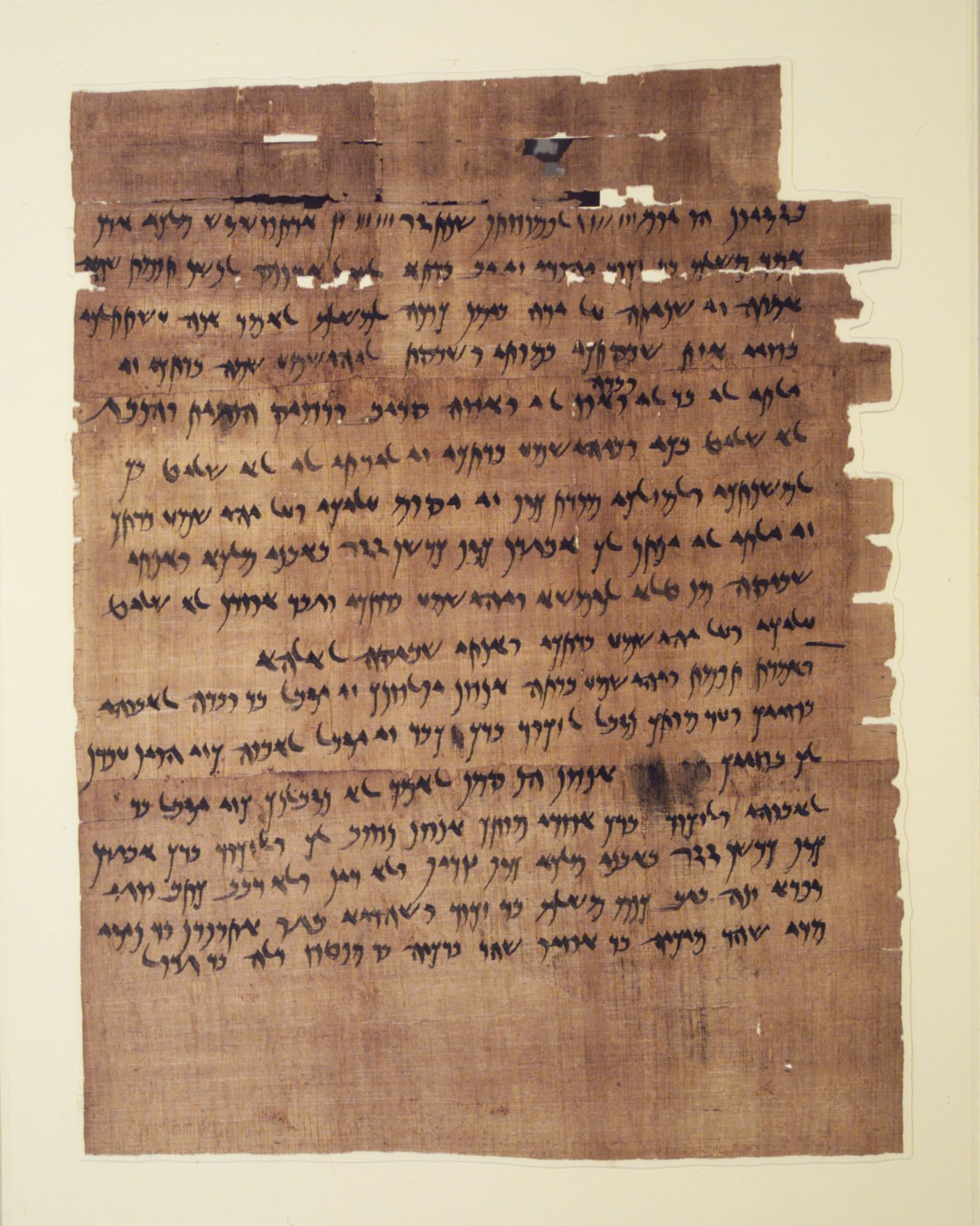
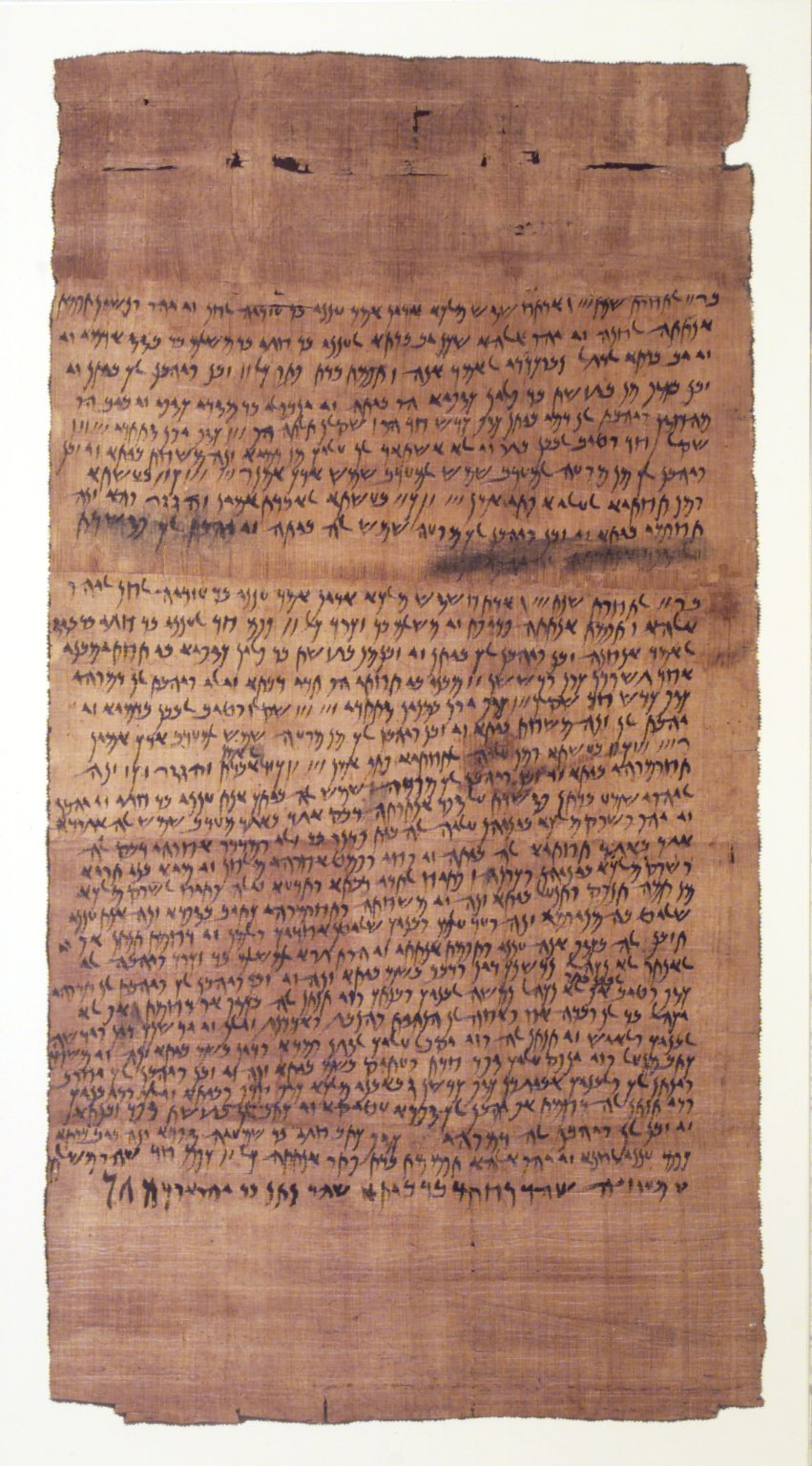
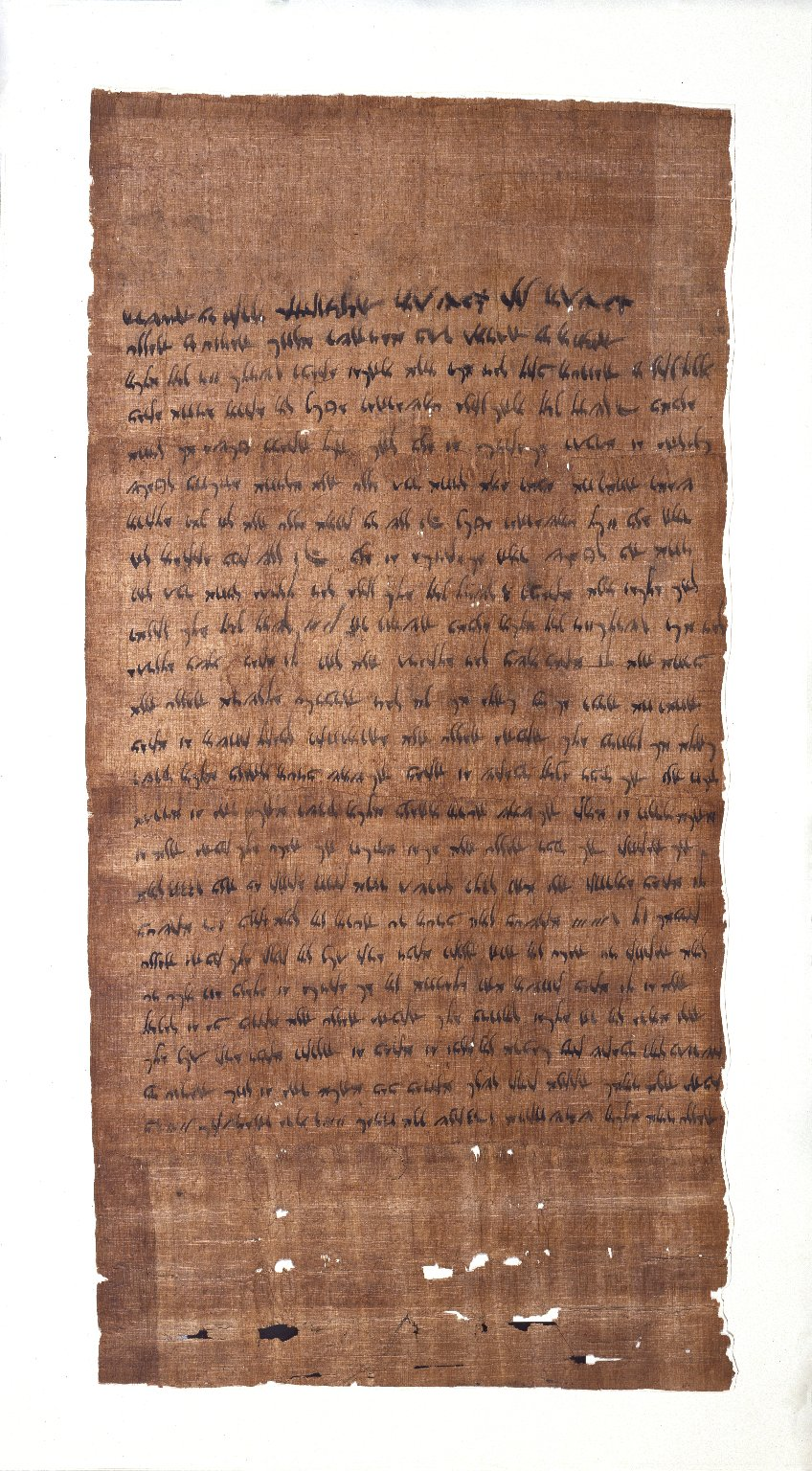

## للتوسع
- كاولي، آرثر، البرديات الآرامية في القرن الخامس عشر ، 1923 ، أكسفورد: مطبعة كلاريندون.
- إميل ج. كرايلينج، متحف بروكلين للآرامية البردي ، 1953 ، مطبعة جامعة ييل.
- Bezalel Porten ، مع JJ Farber ، CJ Martin ، G. Vittman ، محررين. عام 1996. البرديات الفيل في اللغة الإنجليزية: ثلاثة آلاف من السنين من الاستمرارية والتغيير بين الثقافات ، (بريل أكاديمي)
- بتسلئيل بورتين، محفوظات من الفيل: حياة مستعمرة عسكرية يهودية قديمة ، 1968. (بيركلي: مطبعة جامعة كاليفورنيا)
- Yochanan Muffs (Prolegomenon by Baruch A. Levine ) ، 2003. دراسات في البرديات القانونية الآرامية من الفيل (بريل أكاديمي)
- A. van Hoonacker ، Une Communauté Judéo-Araméenne à éléphantine، en Égypte aux VIe et Ve siècles av. J.-C. ، 1915 ، لندن، محاضرات شويش
- جوزيف مليز مودرجيفسكي، يهود مصر ، 1995 ، جمعية النشر اليهودي